# Monti Staré Hory
I Monti Staré Hory (in slovacco Starohorské vrchy) sono un massiccio montuoso della Slovacchia centrale, vicino alla città di Banská Bystrica. Fanno parte dei Carpazi.

## Classificazione
I Monti Staré Hory hanno la seguente classificazione:
- catena montuosa = Carpazi
- provincia geologica = Carpazi Occidentali
- sottoprovincia = Carpazi Occidentali Interni
- area = Area Fatra-Tatra
- gruppo = Monti Staré Hory.